# José Ramón Machado Ventura
José Ramón Machado Ventura (San Antonio de las Vueltas, 26 ottobre 1930) è un politico e rivoluzionario cubano.
Membro storico del Partito Comunista di Cuba, il 24 febbraio 2008 è stato eletto Primo Vicepresidente del Consiglio di Stato, in concomitanza con la designazione alla Presidenza di Raúl Castro.